# Понтони, Рене
Рене Алехандро Понтони (исп. René Alejandro Pontoni; 18 мая 1920, Санта-Фе —— 14 мая 1983, Санта-Фе) — аргентинский футболист, нападающий.

## Биография
Рене Алехандро Понтони родился 18 мая 1920 года в районе Ла Факульдад в скромном доме на перекрестке улиц 1 мая и Карлоса Пельегрини. Семья Понтони была большой, помимо отца Эрменегилдо Понтони и матери Скарафии Люсии, у Рене было 5 братьев и сестер — Летисия, Аврора, Инес и Хуан Альберто. В возрасте 4-х лет, отец Понтони умер и семья начала бедствовать. Уже в возрасте 12-ти лет, Рене, вместе с братом Хуаном Альберто, чтобы помочь семье, был вынужден работать на птицефабрике, отчего и получил своё знаменитое прозвище «Яйцо» (исп. Huevo). В этом же возрасте Понтони начал играть в футбол в местном клубе «Химнасия и Эсгрима», куда его привел Хуан Альберто. Уже в 1934 году, Понтони дебютирует в 6-м молодёжном составе клуба, но долго не задерживается в команде: трудная ситуация с финансами в семье вынуждает Понтони работать клерком, а футбол оставить лишь в виде хобби. 4 января 1937 году, в возрасте 17-ти лет, Понтони дебютировал в главной команде «Химнасии и Эсгримы», его первый выход на поле состоялся в матче с местной командой «Феррокариль Санта Фе». Игра проходила на нестандартном глиняном поле длиной около 200 метров, но это не помогло «Феррокариль», «Химнасия» победила 4:0.
В 1940 году Понтони, уже ставший кумиром фанатом «Химнасии», получил предложение от «Боки Хуниорс», но ответил на него отказом, по причине того, что не хотел становиться профессиональным футболистом. Отверг Понтони и предложения уругвайского «Пеньяроля» и аргентинского «Росарио Сентраль», который предлагал за футболиста 6000 песо. В 1941 году Понтони все же подписал свой первый профессиональный контракт с клубом «Ньюэллс Олд Бойз», соблазнившись на предложение росарийского клуба — 1200 песо «на руки», 200 песо ежемесячно в виде заработной платы и столько же за одну игру. Бывший же клуб Понтони, «Химнасия и Эсгрима», получила 22 000 песо отступных за самого Рене, а также ещё двух футболистов, Сесара Гарбаньоли и Хосе Кантели. Дебют Понтони пришёлся на дерби с клубом «Сан-Лоренсо», в котором «Олд Бойз» победили 5:0. Понтони выступал за «Ньюэллс» на протяжении 5-ти лет, забив 67 мячей в 110-ти матчах, что до сих пор является самой высокой средней результативностью в истории клуба.
25 мая 1942 года, Понтони дебютировал в национальной сборной Аргентины в матче с командой Уругвая; аргентинцы победили 4:1, а Понтони сделал в том матче «дубль». В том же году Понтони с национальной командой победил в Кубке Липтона, а позже, в 1945 году, повторил это достижение.
В 1945 году Понтони перешёл в клуб «Сан-Лоренсо», заплативший за трансфер футболиста 100 тыс песо, дебютировав в главной команде 22 апреля в игре с «Химнасией и Эсгримой» из Хухуя, Понтони в дебютной для себя игре забил 3 мяча. В «Сан-Лоренсо» Понтони выступал до 1948 года, выиграв в 1946 году чемпионат Аргентины и проведя 100 матчей и забив 65 голов. Карьера в Аргентине прервалась тяжелой травмой, которую нанес Родольфо Де Сорси, защитник «Боки Хуниорс», сломав Понтони кости, мениск и порвав связки на правом колене. Когда Понтони восстановился, он решил переехать за границу, где играл в Колумбии и Бразилии. Завершилась карьера Понтони на Родине, в «Сан-Лоренсо», где он провёл 2 матча.
После окончания футбольной карьеры, Понтони работал техническим директором в клубах «Сан-Лоренсо», «Ньюэллс Олд Бойз», «Чакарита Хуниорс», «Эль Порвенир», «Платенсе», «Тигре» и «Стронгерсе». Рене Понтони умер 14 мая 1983 года, за 4 дня до своего 63-летия, от сердечного приступа.

## Статистика
| Сезон | Команда                | Турнир        | Игры | Голы |
| ----- | ---------------------- | ------------- | ---- | ---- |
| 1941  | Ньюэллс Олд Бойз       | Примера       | 30   | 20   |
| 1942  | Ньюэллс Олд Бойз       | Примера       | 28   | 24   |
| 1943  | Ньюэллс Олд Бойз       | Примера       | 28   | 10   |
| 1944  | Ньюэллс Олд Бойз       | Примера       | 24   | 13   |
| 1945  | Сан-Лоренсо            | Примера       | 27   | 15   |
| 1946  | Сан-Лоренсо            | Примера       | 29   | 20   |
| 1947  | Сан-Лоренсо            | Примера       | 28   | 23   |
| 1948  | Сан-Лоренсо            | Примера       | 16   | 7    |
| 1949  | Индепендьенте Санта-Фе | Димайор       | ?    | ?    |
| 1950  | Индепендьенте Санта-Фе | Димайор       | ?    | ?    |
| 1951  | Индепендьенте Санта-Фе | Димайор       | ?    | ?    |
| 1952  | Индепендьенте Санта-Фе | Димайор       | ?    | ?    |
| 1952  | Португеза Деспортос    | Лига Паулиста | ?    | 2    |
| 1953  | Португеза Деспортос    | Лига Паулиста | ?    | 0    |
| 1954  | Сан-Лоренсо            | Примера       | 2    | 1    |

## Награды
- Обладатель Кубка Липтона: 1942, 1945
- Чемпион Южной Америки: 1945, 1946, 1947
- Чемпион Аргентины: 1946